# Anduin
El Anduin (del sindarin «Río largo»; An, grande; duin, río), también llamado el «Río Grande», que se menciona por primera vez en la novela El Silmarillion, es un gran río que corre por la Tierra Media desde su nacimiento al sur de las Montañas Grises hasta su desembocadura, en la Bahía de Belfalas, al Gran Mar del Belegaer. Se trata del río más largo del noroeste de la Tierra Media, y en torno a él suceden muchas de las historias escritas por Tolkien. En su Atlas de la Tierra Media, Karen Wynn Fonstad estimó que tenía una longitud de 1388 millas (2233 kilómetros) .

## Geografía ficticia

### Cauce

#### Curso alto
Nace en el ángulo formado por las Montañas Nubladas y las Montañas Grises. Se unen para formarlo el Fuente Lejana y el Río Gris. Su recorrido sigue hacia el sur, paralelo a las Montañas Nubladas, con el Bosque Negro al Este. Su siguiente tramo se inicia al recibir el aporte del Rihmdath. Después de esto sus aguas corren hasta llegar a una pequeña isla. Más al sur, rodea a la Carroca, bañando el país de los Beórnidas.
El río Gladio se une al Anduin, generando una zona pantanosa (aunque en la antigüedad era un enorme lago que se secó hasta convertirse en un marjal) llamada Campos Gladios. Aquí, Isildur murió y el Anillo Único estuvo perdido por más de dos milenios. Antes de esta unión no había más forma de cruzar el Río Grande que por el Vado de la Carroca, o por el Viejo Vado, algo más al sur del anterior.

#### Curso medio
Al pasar por el Este de Lothlórien se le une el Celebrant (allí se despidió la Comunidad del Anillo de Galadriel y Celeborn), dando fin a la zona conocida como los Valles del Anduin. Al proseguir su camino dejando atrás Lórien, el Anduin se encuentra en medio de una gran llanura, con las Tierras Pardas al Este, y la meseta de El Páramo al oeste.
Al sur de Lórien, el Anduin cambia de dirección y se dirige hacia el sureste con el Campo de Celebrant al sur. El Limclaro (que hace de límite Norte de Rohan) se le une y le aporta su caudal a la mitad de un giro brusco que hace cambiar al Anduin de dirección. Este giro con forma de S, tiene dos partes llamadas «los codos del Anduin», el Codo Norte, con forma de «C», y el Codo Sur, con forma de «C invertida».
En esta zona Narmacil I de Gondor construyó diversas fortificaciones para evitar invasiones a la antigua provincia de Calenardhon, dada la importancia estratégica del «Río Grande». Durante la senescalía de Cirion, estos habían sido abandonados por completo en la orilla occidental de los codos, y casi todos los de la oriental.
Cuando el Anduin se encuentra paralelo a Estemnet, se estrecha y aumenta su velocidad, debido a que entra en una zona montañosa llamada Emyn Muil. En la parte norte de este macizo, se forman los rápidos de Sarn Gebir, muy peligrosos. En la parte sur se encuentra el lago de Nen Hithoel, con una isla en su centro, llamada Tol Brandir. A la entrada del lago están las gigantescas Argonath, y a su salida se encuentran las cataratas del Rauros.

#### Curso bajo
Pasadas las cataratas de Rauros, el río comienza su curso bajo, adentrándose en Gondor. Se encuentra con su mayor afluente, el Entaguas, que nace en las Montañas Nubladas, cruzando al sur del Bosque de Fangorn, y que se une al Anduin por el Oeste aportándole una enorme cantidad de agua. En su unión se forma un delta pantanoso, conocido como los Brazos del Entaguas. Al Este de la unión se encuentra Nindalf (Cancha Aguada).
Entre Anórien e Ithilien se encuentra una isla llamada Cair Andros. En esa zona el Anduin recibe el aporte de muchos afluentes, la mayoría de ellos sólo arroyos, que provienen especialmente de Ephel Dúath.
Kilómetros al sur de Cair Andros se encuentra la ciudad de Osgiliath, antigua capital de Gondor. El río la cruza por el centro, y el único modo de cruzar de una a otra orilla era por un puente de piedra, destruido por Boromir para evitar el paso del Enemigo a tierras gondorianas. Al cruzar esta ciudad el río se sigue ensanchando, y el terreno se vuelve más llano.
Al seguir su camino, el río deja atrás Osgiliath, situándose al sur de Minas Tirith. En ese punto, se encuentra el puerto de Harlond. Algo más al sur, el río Erui, un afluente, se une a él. Pocos kilómetros río abajo, el Morgulduin, que nace del tenebroso valle donde está Minas Morgul, también le da sus aguas. Ya al sur de Ithilien, el Anduin gira bruscamente hacia el Oeste al dejar de tener a Ered Nimrais como obstáculo. El río Sirith, el último afluente occidental que tiene, se le une, y en el ángulo agudo que forma la intersección se encuentra Pelargir, un importante puerto de Gondor. Algo más al oeste, el río Poros se junta con el Anduin, ensanchándolo enormemente.

#### Ethir Anduin
Finalmente, el Anduin desemboca al Belegaer en el lado oriental de la bahía de Belfalas, en Gondor. En su desembocadura, el «Río Grande» forma un enorme delta fluvial, de unas 50 millas de extensión, conocido como Ethir Anduin. La población asentada en los alrededores del delta vive principalmente de la ganadería y de la pesca. Sus habitantes participaron de la Batalla de los Campos del Pelennor.

### Afluentes
Los principales afluentes del Anduin, desde su nacimiento hasta su desembocadura, son:
- Fuente Lejana;
- Río Gris;
- Rihmdath;
- Gladio;
- Celebrant;
- Limclaro;
- Entaguas;
- El «río de la ventana del sol poniente»;
- Morgulduin;
- Erui;
- Sirith;
- Poros.

## Adaptaciones

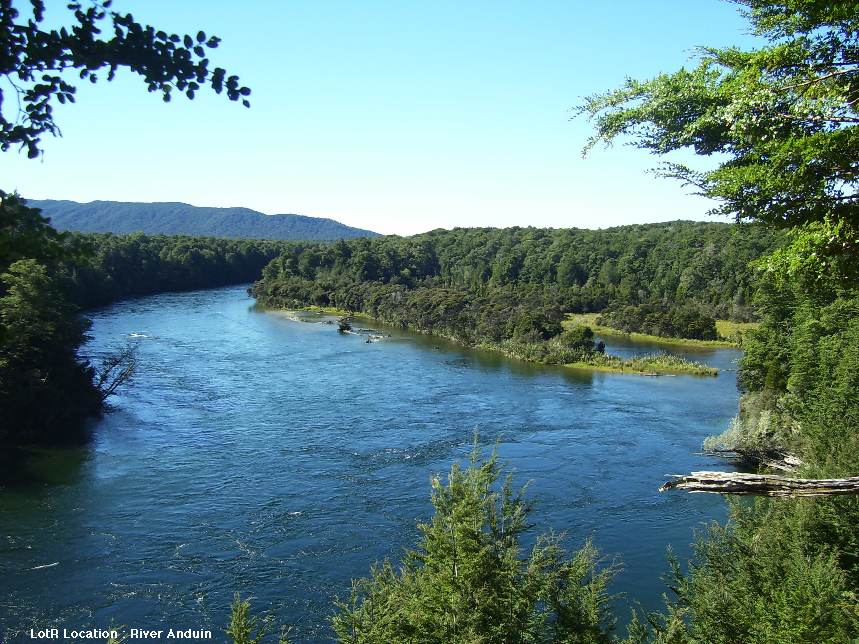
El Anduin de Peter Jackson, segmento del río Waiau que se quiere nombrar oficialmente Anduin Reach.

En la trilogía cinematográfica de El Señor de los Anillos dirigida por Peter Jackson el río Anduin se ubicó en varios sitios diferentes de la geografía de Nueva Zelanda:
- las tomas aéreas se hicieron en Fjordland, al suroeste de la Isla Sur. El río es el Waiau, un canal que une los lagos Te Anau y Manapouri.
- algunas escenas se tomaron en los lagos Mavora, en la carretera de Queenstown a Te Anau.
- otras en el río Hutt (en idioma maorí Te Awakairangi, Te Wai o Orutu o Heretaunga), río que nace en la sierra de Rimutaka y desemboca en el estrecho de Cook, formando la bahía de Wellington.